# Sonic Heroes
Sonic Heroes es un videojuego de plataformas desarrollado por Sonic Team USA y publicado por Sega como parte de la serie Sonic the Hedgehog. El jugador compite con un equipo de personajes de la serie a través de niveles para acumular anillos, derrotar robots y recoger las siete Esmeraldas del Caos necesarias para derrotar al Doctor Eggman. En cada nivel, el jugador cambia entre los tres personajes del equipo, cada uno con habilidades únicas, para superar los obstáculos. Sonic Heroes resta importancia a la acción-aventura y a la exploración de sus predecesores Sonic Adventure (1998) y Sonic Adventure 2 (2001) para volver al estilo lineal de los juegos de Sonic de la época de Sega Genesis.
Heroes fue el primer juego multiplataforma de Sonic, producido para Nintendo GameCube, Xbox, PlayStation 2 y Windows. Yūji Naka y Takashi Iizuka, del Sonic Team USA, dirigieron el desarrollo del juego, que duró 20 meses. El equipo quería que Sonic Heroes atrajera más allá de los seguidores de la serie Sonic, por lo que diseñó un juego que no dependiera de la continuación de sus predecesores. El equipo recuperó elementos que no se veían desde los juegos de Sonic para Genesis, como las fases especiales y los personajes Chaotix.
Sega lanzó Sonic Heroes en Japón en diciembre de 2003 y en todo el mundo a principios de 2004. Fue un éxito comercial, con 3,41 millones de copias vendidas en 2007, pero recibió críticas dispares. Los críticos elogiaron la jugabilidad rápida y las similitudes con las entregas originales en 2D, una opción que algunos consideraron una mejora respecto a los juegos Sonic Adventure. Los críticos también destacaron su diseño gráfico y sus detallados entornos y texturas. Sin embargo, consideraron que no solucionaba los problemas de anteriores juegos de Sonic, como la cámara y el doblaje.

## Sistema de juego
Sonic Heroes es un videojuego de plataformas en 3D. Mientras que los anteriores juegos de Sonic Adventure para Dreamcast incluían elementos de acción-aventura y exploración, Sonic Heroes se centra en la acción y las plataformas lineales, similar a los juegos de Sonic the Hedgehog para la Sega Genesis. La historia también es más sencilla que las de los juegos Sonic Adventure. En ella, el antagonista de la serie, el Doctor Eggman, amenaza con utilizar un arma para destruir el mundo y envía legiones de robots. Cuatro grupos de tres personajes de la historia de la franquicia se unen por separado para poner fin a los planes de Eggman. El jugador navega utilizando uno de los equipos, que hacen las veces de personajes jugadores. Los equipos incluyen el Equipo Sonic, formado por los habituales de la serie Sonic the Hedgehog, Miles «Tails» Prower y Knuckles the Echidna; el Equipo Dark, que incluye a Shadow the Hedgehog y Rouge the Bat de Sonic Adventure 2, y al nuevo personaje E-123 Omega (considerado un sucesor espiritual de E-102 Gamma de Sonic Adventure); Team Rose, que incluye a Amy Rose, Cream the Rabbit de Sonic Advance 2 y Big the Cat de Sonic Adventure; y Team Chaotix, formado por Espio the Chameleon, Charmy Bee y Vector the Crocodile de Knuckles' Chaotix. Cada equipo tiene su propia campaña, llamada historia. Cada uno representa también una dificultad diferente. El equipo de Amy, por ejemplo, está pensado para principiantes, mientras que el de Shadow está dirigido a jugadores más experimentados.

## Trama
En esta ocasión el plan del Dr. Eggman es revivir a su más poderosa creación, Metal Sonic. Quien se hace pasar por Eggman y absorbe los datos de Sonic y sus amigos, incluso de Chaos el dios de la destrucción, convirtiéndose en el ser más poderoso de la tierra y revelándose a su creador, al transformarse en Metal Overlord.
Eso sí, la aparición de estos personajes a pesar de la expectación causó desencanto en algunos fans de "la vieja escuela", ya que habían cambiado el aspecto físico de los personajes casi al completo, dejando pocos parecidos con los diseños originales, tal y como ya ocurriera con el paso a las 3D del elenco clásico, aunque quizás algo más radical todavía. De un camaleón violeta que cambiaba constantemente de color con una actitud parecida a la de Sonic, Espio pasó a ser un silencioso ninja color morado-fusia y además pasa a ser un personaje muy rápido. Vector pasó de ser un cocodrilo algo escuchimizado amante de la música a ser un forzudo reptil con cadenas de oro que bien recuerda a aquel M.A del equipo A. Charmy quizás sea el que menos modificaciones tuvo, aunque su versión héroes es bastante más irritable que su antecesor. Mighty el armadillo, el otro miembro del equipo Chaotix que se caracterizaba por su gran velocidad y saltos, no aparece en esta entrega.
El sistema de juego era también radicalmente distinto a los vistos en anteriores entregas de las aventuras del erizo en 3D, ya que fueron un intento de trasladar la esencia de los antiguos juegos de 16 bits a las actuales especificaciones del mercado. La crítica fue buena con este juego y logró alto porcentaje en revistas. Game Rankings: tuvo 69.2% Playstation 2, 74.1% Gamecube, 74.4% Xbox, y 60% pc. fue unos de los más vendidos y mejores juegos de Estados Unidos, Japón y otros países.

## El Jefe
Conforme vayan avanzando en el juego, luego de derrotar al Egg Albatross con el Team Sonic o Dark, se ve en una escena como un muñeco de Eggman se transforma en NEO METAL SONIC diciendo algo como "Datos de las formas de vida existentes, copiados con éxito".
Eso deja la esperanza de no tener que luchar contra Eggman como enemigo final. Luego de acabar el juego con los 4 equipos, aparece una nueva etapa a la derecha del Team Chaotix llamada "Última". Si no se tiene las 7 Esmeraldas del Chaos, no se podrá acceder a esa etapa, para lo que se debe ir a los stages especiales (Menú Desafío, 2.ª parte después de la primera etapa e cada stage, conseguir la llave dorada sin que se la quiten y atrapar la Emerald antes de que llegue al Goal).
Al obtener las 7 Esmeraldas, se desbloquea la etapa final en una escena más larga que las demás, en la que se muestra al verdadero causante de todo el problema: Metal Sonic. Por desgracia no se puede luchar contra el en su forma normal, ya que luego se transformará en un monstruo-robot enorme llamado Metal Madness. Cuando es hora de la acción, entra el Team Rose. Se debe golpear en un objetivo brillante del monstruo con Big o Cream (con Amy es inútil por el color del objetivo). Cuando sea derrotado, pasa al Team Chaotix, en el que se repetirá el mismo modo de lucha, pero ojo que esta vez el objetivo cambia de color: cuando este en azul, no funcionarán los ataques Speed Formation (por eso no se podía atacar con Amy); cuando este en amarillo, no se pueden usar ataques Fly Formation; y lo mismo con Power Formation cuando se ponga en rojo.
Luego de vencer pasa al Team Dark. Estos tienen que esquivar bien todos los ataques y repetir el mismo patrón de lucha. Al vencer pasa a la etapa final con Team Super Sonic, que ya se explica más arriba como vencer.

## Reparto de las voces en inglés
- Ryan Drummond como Sonic y Metal Sonic.
- William Corkery como Tails.
- Scott Dreier como Knuckles.
- David Humphrey como Shadow.
- Lani Minella como Rouge.
- Jon St. John como Omega y Big.
- Jennifer Douillard como Amy.
- Sarah Wulfeck como Cream.
- Marc Biagi como Vector.
- Bill Corkey como Espio.
- Emily Corkery como Charmy.
- Deem Bristow como Dr. Eggman.

## Enemigos
Para Sonic Heroes se presentan estos enemigos:
- Egg Pawn: Es el enemigo más fácil del juego, se destruye con cualquier ataque.
- Egg Flapper: Igual a Egg Pawn pero vuela, se destruye con cualquier ataque que lo alcance.
- Estos enemigos (Egg Pawn y Egg Flapper) aparecen después en Sonic Rush.
- Turtle: Se destruye con algún tornado o ataques Power Formation.
- Golden Turtle: Igual que Turtle, en una misión del Team Chaotix, tienen que destruir 3 Gigants Robots, se destruye con Power Formation.

## Niveles
Sonic Heroes tiene un total de 14 niveles normales y 9 niveles de jefes (incluyendo la última historia). Dependiendo cual de los cuatro equipos se elija, los enemigos y las misiones en cada nivel varían.
- Etapa 00: Sea Gate - Practica Team Action (Tutorial)
- Etapa 01: Seaside Hill - ¡Ve a la isla de las ballenas!
- Etapa 02: Ocean Palace - ¡Huye de las antiguas ruinas!
- Jefe 01: Egg Hawk
- Etapa 03: Grand Metropolis - ¡Libera a la ciudad que está bajo el control de Eggman!
- Etapa 04: Power Plant - ¡Escapa de la planta caótica!
- Jefe 02: Team Versus - (Team Sonic vs. Team Rose o Team Dark vs. Team Chaotix)
- Etapa 05: Casino Park - ¡Ve a toda velocidad en el parque de atracciones gigante!
- Etapa 06: BINGO Highway - ¡Desciende por las rampas de alta velocidad!
- Jefe 03: Robot Carnival
- Etapa 07: Rail Canyon - ¡Ve a la terminal de la estación!
- Etapa 08: Bullet Station - ¡Destruye la base de Eggman!
- Jefe 04: Egg Albatross
- Etapa 09: Frog Forest - Descubre el bosque donde las ranas viven!
- Etapa 10: Lost Jungle - Adentrate en la parte más profunda de la jungla!
- Jefe 05: Team Versus - (Team Sonic vs. Team Dark o Team Rose vs. Team Chaotix)
- Etapa 11: Hang Castle - Explora el misterioso castillo!
- Etapa 12: Mystic Mansion - Escapa de la mansión embrujada!
- Jefe 06: Robot Storm
- Etapa 13: Egg Fleet - Encuentra la Base flotante de Eggman!
- Etapa 14: Final Fortress - Ve y encuentra a Eggman!
- Jefe 07: Egg Emperor

Última Historia
- Jefe 08: Metal Madness - (Luchando con Team Rose, Team Chaotix y Team Dark (En ese orden)
- Jefe 09: Metal Overlord - (Luchando con Team Super Sonic)(Se tiene que golpear a Metal Sonic 5 veces con el Team Blast).

Y para que se llene el indicador de Team Blast, Metal Sonic tiene que lanzar un tipo de luz en forma de esferas, cuando la luz llegue hacia el jugador (Utilizando a Sonic) se usa el Spin Dash (Pulsando el botón rojo) y los cristales se quebrarán y así le va siguiendo hasta que se llene el indicador Team Blast.
Para el Equipo Chaotix se encuentran las siguientes misiones:
- Etapa 01: Seaside Hill - Encuentra 10 cangrejos ermitaños
- Etapa 02: Ocean Palace - Encuentra al Chao perdido (se encuentra bien al final)
- Etapa 03: Grand Metropolis - Destruye todos los enemigos de la zona (Total: 85)
- Etapa 04: Power Plant - Destruye 3 tortugas doradas
- Etapa 05: Casino Park - Consigue 200 anillos (Rings)
- Etapa 06: Bingo Highway - Junta 10 chips (fichas) de casino
- Etapa 07: Rail Canyon - Llega a la base central
- Etapa 08: Bullet Station - Destruye 30 cápsulas
- Etapa 09: Frog Forest - Atraviesa el bosque sin que te vean las ranas
- Etapa 10: Lost Jungle - Encuentra y protege 10 Chao
- Etapa 11: Hang Castle - Encuentra 10 llaves para abrir las puertas en el castillo
- Etapa 12: Mystic Mansion - Apaga todas las antorchas rojas (Total: 60)
- Etapa 13: Egg Fleet - Llega a la base de Eggman sin ser detectado por los enemigos
- Etapa 14: Final Fortress - ¡Encuentra las llaves para rescatar a tu cliente! (Total: 5)

También existen misiones extras, en Team Sonic hay que pasar los niveles en un tiempo determinado, en Team Dark hay que destruir cierta cantidad de enemigos y en Team Rose hay que conseguir cierta cantidad de anillos.
En el Team Chaotix tienen más cambios, ya que las misiones no tienen un objetivo determinado en todos los niveles, y son:
- Etapa 01: Seaside Hill - Encuentra 20 cangrejos ermitaños
- Etapa 02: Ocean Palace - Rescata al Chao perdido sin que te detecten los enemigos
- Etapa 03: Grand Metropolis - Desctruye a todos los enemigos en 8 minutos
- Etapa 04: Power Plant - Acaba con 5 tortugas doradas
- Etapa 05: Casino Park - Gana 500 anillos (rings)
- Etapa 06: Bingo Highway - Reúne 20 chips del casino
- Etapa 07: Rail Canyon - Infiltrate en la base de eggman en 6 minutos
- Etapa 08: Bullet Station - Destruye todas las cápsulas (Total: 85)
- Etapa 09: Frog Forest - Atraviesa el bosque sin que te detecten las ranas en 4 minutos
- Etapa 10: Lost Jungle - Encuentra y protege 20 chao
- Etapa 11: Hang Castle - Encuentra las 10 llaves sin que te detecten los enemigos
- Etapa 12: Mystic Mansion - Apaga todas las antorchas azules (Total: 46)
- Etapa 13:  Egg Fleet - Llega a la base de eggman en 6 minutos sin ser detectado por los enemigos
- Etapa 14: Final Fortress - Encuentra 10 llaves para abrir la celda

## Recepción
Las reseñas de Sonic Heroes fueron mixtas a positivas, con Metacritic que van desde 64% para la versión de PlayStation 2, basada en 29 comentarios, al 73% para la versión de XBOX, sobre la base de 28 comentarios. Game Rankings promedian entre el 60% la versión de PC, basada en 18 comentarios, a 74,5% para la versión de GameCube, sobre la base de 95 comentarios.
Los encuestados señalaron varios aspectos positivos en el juego. Estos incluyen el estilo de juego, mientras que la transición a 3D se ha señalado como difícil para la franquicia de Sonic, Sonic Heroes estuvo a punto de "raíces 2D". El diseño de sonido también fue elogiada, se describe como "inexorablemente vinculados" a la experiencia y "por lo menos muy original" con "perfectamente implementado" efectos de sonido, corriendo en Dolby Pro Logic II. Diseño de gráficos y entornos también se destacaron, descrita como colorida, vibrante y alegre, con el diseño de arte consistente y una paleta de colores vibrantes con carácter excepcional, velocidad de fotogramas se ajusta también a GameCube, XBOX y PC, a pesar de una caída en tasa de fotogramas en el componente multijugador señaló.
También atrajo a varias críticas negativas. A menudo citados fueron juego de control de cámara del sistema, descrito como "no cooperativos" y "terrible". El control de cámara ha agravado un problema adicional respecto a los controles relativos a la cámara de la posición, de tal manera que el impulso puede o no puede mover el carácter en la misma dirección que la cámara se enfrenta. La caída del nivel de las plataformas en los pozos profundos por debajo también fue criticado. La actuación de la voz del juego también fue objeto de críticas, calificó de "horrendo" y "el mayor paso en falso en el diseño de sonido".
Además, la versión de PlayStation 2 recibió puntuaciones más bajas de promedio. Fallos gráficos fueron citados, mientras que el framerate era también más baja que las otras, mientras que la versión de GameCube tuvo las opiniones más positivas de la crítica y del público.